# Miłość
Miłość (pol. Liebe) war eine 1988 gegründete polnische Musik-Band. Sie gilt als eine der innovativsten polnischen Bands ihrer Zeit. Ihre Musik war eine Mischung aus Elementen des Jazz, der Rockmusik, des Punk und anderer Einflüsse. Um sie zu beschreiben, wurde ein eigens von ihrem Leader Tymon Tymański erfundener Begriff „Yass“ genutzt, der später auch auf viele andere Musiker und Bands aus Danzig und Bydgoszcz angewendet wurde.

## Geschichte
Die Band wurde 1988 als Folgeprojekt der New-Wave-Gruppe Sni Sredstvom Za Uklanianie gegründet. Die Gründer waren der spätere Leader Ryszard „Tymon“ Tymański, Mikołaj Trzaska und Jerzy Mazzoll. Von Anfang an grenzte sich Miłość von der damaligen polnischen Jazz-Szene ab und wurde auch von ihr zunächst nicht akzeptiert. Vielmehr waren die Vorbilder der jungen Musiker amerikanische Free-Jazz-Musiker (John Coltrane, Ornette Coleman, Art Ensemble of Chicago). Sie ließen jedoch viele andere Einflüsse in ihre Musik eingehen, insbesondere Elemente der Rockmusik und des Punk.
1991 verließ Mazzoll die Gruppe und wurde durch Leszek Możdżer ersetzt, was eine stärkere Wendung zum konventionellen Mainstream-Jazz bewirkte. Kurz darauf stieß noch der Schlagzeuger Jacek Olter dazu.
1992 und 1993 verbuchte die Gruppe ihre ersten Erfolge auf Festivals und nahm 1992 ihr erstes Album auf, Miłość. Der Saxophonist Maciej Sikała wurde fünftes Mitglied der Band. In dieser Zeit hatte Miłość die Möglichkeit, mit dem bekanntesten lebenden Jazzmusiker Polens, Tomasz Stańko, ein Album aufzunehmen, was jedoch daran scheiterte, dass Tymański forderte, dass seine Kompositionen gespielt werden sollten. 1993 verließ Trzaska zeitweise die Gruppe.
1994 arbeitete die Band zum ersten Mal mit dem berühmten amerikanischen Trompeter Lester Bowie zusammen. Sie traten mehrmals zusammen auf und nahmen zwei gemeinsame Alben auf: das Live-Album Not Two (1995) und Talkin’ about Life and Death (1999).
1996 nahm die Band das Album Asthmatic auf, dessen Titel eine ironische Anspielung auf eines der wichtigsten Alben des polnischen Jazz, Astigmatic von Krzysztof Komeda, darstellt.
2001 beging Jacek Olter Selbstmord. Sein Tod und zunehmende Konflikte zwischen den Bandmitgliedern führten zur Auflösung von Miłość im Jahr darauf.

## Diskografie
- Miłość (1992)
- Taniec smoka (1994)
- Not Two (Live-Album mit Lester Bowie, 1995)
- Asthmatic (1996)
- Muzyka do filmu Sztos (Soundtrack zu Sztos, zusammen mit Tymon i Trupy, 1997)
- Talkin’ about Life and Death (mit Lester Bowie, 1999)

## Film
Zwischen 2011 und 2013 entstand ein Dokumentarfilm über Miłość (mit dem Bandnamen als Titel). Er kam am 9. August 2013 in polnische Kinos. Der Film von Regisseur Filip Dzierżawski zeigt die seit 2009 stattfindenden, gescheiterten Versuche, die Band noch einmal zusammenzubringen.